# Atheist's Cornea
Atheist's Cornea è il sesto album in studio del gruppo musicale giapponese Envy, pubblicato nel 2015.

## Tracce
1. Blue Moonlight – 4:09
2. Ignorant Rain at the End of the World – 3:29
3. Shining Finger – 7:04
4. Ticking Time and String – 6:28
5. Footsteps in the Distance – 5:31
6. An Insignificant Poem – 4:42
7. Two Isolated Souls – 5:43
8. Your Heart and My Hand – 6:27